# Lygephila schachti
Lygephila schachti är en fjärilsart som beskrevs av Behouneb och Hermann Hacker 1986. Lygephila schachti ingår i släktet Lygephila och familjen nattflyn. Inga underarter finns listade i Catalogue of Life.